# Pseudolmedia mollis
Pseudolmedia mollis är en mullbärsväxtart som beskrevs av Paul Carpenter Standley. Pseudolmedia mollis ingår i släktet Pseudolmedia och familjen mullbärsväxter. Inga underarter finns listade i Catalogue of Life.